# Coppa del Bangladesh 2024-2025
La Coppa del Bangladesh 2024-2025, anche nota come Bashundhara Group Federation Cup 2023-2024 per motivi di sponsorizzazione, è stata la trentaseiesima edizione della coppa nazionale del Bangladesh. Il torneo è iniziato il 3 dicembre 2024 ed è terminato il 29 aprile 2025 con la finale.
La squadra campione in carica era il Bashundhara Kings, che ha vinto la sua terza coppa nazionale nell'edizione 2023-2024, e si è riconfermato vincendo la sua quarta coppa.

## Calendario
| Turno      | Incontri                          |
| ---------- | --------------------------------- |
| Gironi     | 3 dicembre 2024 - 4 febbraio 2025 |
| Semifinali | 8-15 aprile 2025                  |
| Finale     | 5 maggio 2025                     |

## Fase a gironi
Il sorteggio per la fase a gironi si è tenuto il 20 novembre 2024 a Dacca. Le 10 squadre partecipanti sono divise in due gironi, dai quali si qualificano alla fase successiva le prime due di ogni girone.

### Girone A
| Squadra           | Pt | G | V | P | S | RF | RS | DR  |
| ----------------- | -- | - | - | - | - | -- | -- | --- |
| Bashundhara Kings | 9  | 4 | 3 | 0 | 1 | 9  | 4  | +5  |
| Brothers Union    | 7  | 4 | 2 | 1 | 1 | 9  | 1  | +8  |
| Fortis            | 7  | 4 | 2 | 1 | 1 | 5  | 1  | +4  |
| Bangladesh Police | 5  | 4 | 1 | 2 | 1 | 4  | 4  | 0   |
| Dhaka Wanderers   | 0  | 4 | 0 | 0 | 4 | 1  | 18 | -17 |

### Girone B
| Squadra            | Pt | G | V | P | S | RF | RS | DR  |
| ------------------ | -- | - | - | - | - | -- | -- | --- |
| Abahani Ltd. Dacca | 12 | 4 | 4 | 0 | 0 | 9  | 0  | +9  |
| Rahmatganj         | 9  | 4 | 3 | 0 | 1 | 10 | 2  | +8  |
| Mohammedan         | 6  | 4 | 2 | 0 | 2 | 11 | 4  | +7  |
| Fakirerpool YMC    | 1  | 4 | 0 | 1 | 3 | 4  | 16 | -12 |
| Chittagong Abahani | 1  | 4 | 0 | 1 | 3 | 2  | 14 | -12 |

## Fase finale
Le quattro squadre qualificate si affrontano con la formula della doppia eliminazione diretta con ripescaggi:
- Alla semifinale 1 prendono parte le prime classificate dei due gironi: la vincente si qualifica per la finale, mentre la sconfitta si qualifica per la semifinale 3.
- Alla semifinale 2 prendono invece parte le seconde classificate dei due gironi, con la vincente che si qualifica per la semifinale 3.
- Nella semifinale 3 le due squadre qualificate giocano in campo neutro per stabilire l'altra finalista.

### Semifinale 1
| Squadra 1         | Risultato       | Squadra 2          |
| ----------------- | --------------- | ------------------ |
| 8 aprile 2025     |                 |                    |
| Bashundhara Kings | 1 – 1 (2-4 dtr) | Abahani Ltd. Dacca |

### Semifinale 2
| Squadra 1      | Risultato   | Squadra 2  |
| -------------- | ----------- | ---------- |
| 8 aprile 2025  |             |            |
| Brothers Union | 1 – 2 (dts) | Rahmatganj |

### Semifinale 3
| Squadra 1         | Risultato   | Squadra 2  |
| ----------------- | ----------- | ---------- |
| 15 aprile 2025    |             |            |
| Bashundhara Kings | 2 – 1 (dts) | Rahmatganj |

### Finale
| Arbitro: | Saymoon Hasan Sany |

|                             |                      |                                        |
| Ibrahim 15’                 | Marcatori            | 6’ Lescano                             |
| Augusto Emeka Sabuz Mirajul | Tiri di rigore 3 – 5 | Fernandes Morsalin Hossain Topu Daciel |